# توماس هولمستروم
توماس هولمستروم (انگلیسی: Tomas Holmström؛ زادهٔ ۲۳ ژانویهٔ ۱۹۷۳) بازیکن هاکی روی یخ اهل سوئد بود.
وی همچنین برندهٔ جوایزی همچون جام استنلی شده‌است.